# ソルクシーズ
株式会社ソルクシーズ（英名:SOLXYZ Co., Ltd.）は、東京都港区に所在するシステムインテグレーター（独立系）。

## 概要
生損保業界、証券、クレジット業界など金融向けのシステム開発に強みがあり、各種ITソリューションの提供を行っている。
情報セキュリティに関しては、2002年に日本で初めて全社業務を対象にISMS認証基準を取得している。

## 主な事業
銀行・証券・信販・保険などの金融業界や、流通・通信・製造・官公庁などに対するコンサルティング・開発・運用・保守などの各種ソリューションの提供。

## 沿革
- 1981年2月 - 受託ソフトウェア開発事業を目的に、株式会社エポックシステムを埼玉県大宮市（現・さいたま市）に設立。
- 1982年2月 - 東京都港区新橋に本社を移転。
- 1984年12月 - 東京都港区芝大門に本社を移転。
- 1988年8月 -「通商産業省認定システムインテグレータ（現・経済産業省登録システムインテグレータ）」登録。
- 1991年2月 - 福岡県福岡市博多区に福岡支社（現・福岡営業所）を設立。
- 1995年3月 - 東京都品川区北品川に本社を移転。
- 1998年
  - 1月 - 株式会社トータルシステムコンサルタントと合併。株式会社エポック・ティーエスシーに商号変更。
  - 2月 - 東京都品川区南品川に本社を移転。
  - 5月 - 金沢ソフトウエア株式会社の全株式を取得し、100%子会社とする。
  - 11月 - 株式会社エイ・エス・ジイ テクノの全株式を取得し、100%子会社とする。
- 1999年2月 - 株式会社エイ・エス・ジイ テクノを吸収合併。
- 2001年
  - 4月 - 株式会社ソルクシーズに商号変更。
  - 7月 - JASDAQに上場（銘柄コード:4284）。資本金を6億5,000万円とする。
  - 8月 - 株式会社ジャパン・ヒューマンソリューション（子会社）を設立。
- 2002年11月 - 全社業務を対象にISMSの認証取得。
- 2003年
  - 1月 - セキュリティ・コンサルティングサービス開始。
  - 3月 - 株式会社エフ・エフ・ソル（子会社）を設立。
  - 7月 - 経済産業省「情報セキュリティ監査企業台帳」登録。
- 2004年
  - 5月 - 中国海口市に海南紐康信息系統有限公司（合弁会社）を設立。
  - 6月 - 株式会社エンカレッジ・テクノロジに資本参加。
- 2005年12月 - 株式会社イー・アイ・ソル（子会社）を設立。
- 2006年
  - 4月 - SBIホールディングス株式会社と資本・業務提携。株式会社インタートレードと資本・業務提携。第三者割当増資により、資本金を10億5,200万円とする。
  - 6月 - 子会社の金沢ソフトウエア株式会社の全株式を譲渡。
  - 12月 - 株式会社シー・エル・ソル（子会社）を設立。
- 2007年
  - 3月 - 東京都港区芝に本社を移転。
  - 4月 - 子会社2社と共にグループとしてISO27001認証を取得。
  - 5月 - 株式会社インフィニットコンサルティング（子会社）を設立。
  - 7月 - 株式会社エーアイと資本・業務提携。
  - 11月 - 丸紅株式会社と資本・業務提携。第三者割当増資を実施し、資本金を14億9450万円とする。株式会社ノイマンの全株式を取得し、100%子会社とする。株式会社クインランドのSIPS事業部門を、子会社のシー・エル・ソルが譲受。
- 2008年
  - 1月 - 子会社のシー・エル・ソルを、株式会社tecoに商号変更。
  - 3月 - 株式会社インターコーポレーションの全株式を取得し、100%子会社とする（これに伴い、株式会社ディメンションズは孫会社となる）。
  - 9月 - 株式会社エクスモーション（子会社）を設立。株式会社ジャパン・ヒューマンソリューションを清算。
- 2009年12月 - 株式会社コアネクスト（子会社）を設立。
- 2010年
  - 11月 - 株式会社アスウェア（子会社）を設立。
  - 12月 - 株式会社インターコーポレーションと株式会社ディメンションズが合併。株式会社インターディメンションズに商号変更。
- 2011年10月 - 中国浙江省杭州市に索路克（杭州）信息科技有限公司（子会社）を設立。
- 2012年11月 - 国際品質保証規格ISO9001：2008認証を取得。
- 2015年
  - 10月 - 株式会社ノイマンがアセアン・ドライビングスクール・ネットワーク合同会社を設立。
  - 11月 - 索路克（杭州）信息科技有限公司の全株式を譲渡。
  - 12月 - 東京証券取引所市場第二部に市場変更。
- 2016年6月 - 東京証券取引所市場第一部に指定替え。
- 2017年
  - 4月 - ニューイング・ソフト株式会社と資本・業務提携。
  - 5月 - 豊田通商株式会社と資本・業務提携。
  - 6月 - 株式会社アックスに資本参加。
- 2018年7月 - ジーフィット株式会社と資本・業務提携。子会社の株式会社エクスモーションが東京証券取引所マザーズ市場へ上場。
- 2019年
  - 2月 - 東京都港区芝浦に本社を移転。
  - 5月 - 東京都港区海岸に東京ANNEXを新設。株式会社Fleekdrive（子会社）を設立。
  - 12月 - 株式会社ノイマンが株式会社tecoを吸収合併。
- 2020年3月 - 株式会社アリアドネ・インターナショナル・コンサルティングと資本・業務提携。株式を取得し、連結子会社とする。
- 2021年2月 - 株式会社インターディメンションズの全株式を譲渡。
- 2023年10月 - 東京証券取引所スタンダード市場へ市場変更。

## 主な製品・サービス
- SIビジネス
  - システムインテグレーション - システムの企画・立案から保守・管理までのワンストップサービス
  - セキュリティコンサルティング

- 一般業務
  - SuperStream-NX（会計・人事・給与）
  - マイコレキーパー（社員のマイナンバーの収集・保管）
  - 勤労の獅子（勤怠管理）
  - Fleekdrive（次世代オンラインストレージ）
- 金融業務
  - クレジット
    - 基幹システム
      - 杯王（個別割賦システム）

  - コンサルティング
    - e-Acris（個人信用情報照会システム）
- 教育
  - 自動車運転教習所向け
    - 教習所システム（業務管理パッケージ）
    - DrivIT（教習生向け便利ツール）
    - MUSASI・N-PLUS（学科学習）

  - 学生向け
    - e-ラーニング  Kojiro
- 生活支援
  - いまイルモ（センサーによる高齢者見守り支援サービス）
- 製造業
  - 状態監視・予知保全システム（機材装置の予知保全）
  - リアルタイム音源可視化/音源探査装置
  - ポータブル騒音計
- システム開発（効率化・品質向上ツール）
  - 汎用システム向け
    - GeneXus
    - Wagby

  - 組込システム向け
    - LabVIEW
    - exquto
    - MODEL EVALUATOR
    - mtrip

## 主な株主
2021年6月30日現在の上位株主構成（ただし自社を除く）。
| 名前                                         | 持株数（千株） | 持株比率（%） |
| SBIホールディングス株式会社                  | 2,150          | 16.0          |
| 株式会社ビット・エイ                         | 1,320          | 9.8           |
| 長尾 章                                      | 559            | 4.2           |
| 株式会社ヤクルト本社                         | 530            | 4.0           |
| 日本マスタートラスト信託銀行株式会社(信託口) | 378            | 2.8           |
| 日本証券金融株式会社                         | 292            | 2.2           |

## 主なグループ会社
- 株式会社エフ・エフ・ソル
- 株式会社イー・アイ・ソル
- 株式会社インフィニットコンサルティング
- 株式会社ノイマン
- 株式会社エクスモーション
- 株式会社コアネクスト
- 株式会社アスウェア
- 株式会社Fleekdrive
- 株式会社アリアドネ・インターナショナル・コンサルティング

## 主なパートナー企業（業務提携先）
- 株式会社インタートレード
- 株式会社エーアイ
- 株式会社エー・ソリューションズ
- 株式会社エス・エー・エス
- エンカレッジ・テクノロジ株式会社
- コスミック株式会社（オフショア開発拠点～中国大連市）
- ジーフィット株式会社
- 株式会社東忠
- 豊田通商株式会社 名古屋本社（本店）
- ニューイング・ソフト株式会社
- ニューコン株式会社（オフショア開発拠点～中国上海市、海口市）
- 明治安田システム・テクノロジ株式会社

## 販売代理店契約
- SB C&S株式会社
- エンカレッジ・テクノロジ株式会社
- 株式会社大塚商会
- キヤノンマーケティングジャパン株式会社
- 株式会社グリーンハウス
- JBCC株式会社
- 株式会社システナ
- シネックスジャパン株式会社
- スーパーストリーム株式会社
- 大興電子通信株式会社
- ダイワボウ情報システム株式会社
- 富士通株式会社
- 株式会社富士通マーケティング
- 株式会社ミロク情報サービス
- ユニアデックス株式会社
- 横河レンタ・リース株式会社

## 社名の由来
「Solution」と「XYZ」を併せた造語。究極の問題解決を提供したいという願いが込められている。